# Skotterne udenfor Palladium
|  | Denne artikel er oprettet af botten Steenthbot ud fra en ekstern database. Den kan derfor have sproglige fejl eller mangler. Denne skabelon kan fjernes efter kontrol af indholdet. |

Skotterne udenfor Palladium er en dansk dokumentarisk optagelse fra 1938.

## Handling
Det skotske drengeorkester "Royal Kiltie Juniors" besøger Palladiums kinoorganist Mr. Bobby Pagan. De spiller et par numre foran Palladium biografen og marcherer derefter mod Rådhuspladsen. Der er lyd på de første 3 min. af optagelsen, herefter stumt.